# Johann August Ernst Niegelssohn
Johann August Ernst Niegelssohn, auch Niegelsson (* 12. April 1757 in Berlin; † 14. Mai 1833 in Zinna) war ein deutscher Maler, Zeichner und Kolorist. 
Johann August Ernst Niegelssohn war der Sohn des Kunstmalers Ernst Friedrich Niegelsson. Er studierte 1784 an der Akademie der Künste in Berlin, arbeitete danach zunächst in Berlin und ging 1807 nach Zinna. Er war vorwiegend als Zeichner und Kolorist tätig. So kolorierte er Arbeiten von Johann Georg Rosenberg und Carl Benjamin Schwarz. 

## Werke
- Peter P. Rohrlach, Johann August Ernst Niegelssohn: Berliner Gouachen: 20 Stadtansichten aus der Zeit Friedrichs des Großen. Wiss. Buchges., Berlin 2009, ISBN 3-89479-542-5.

Werkbeispiele
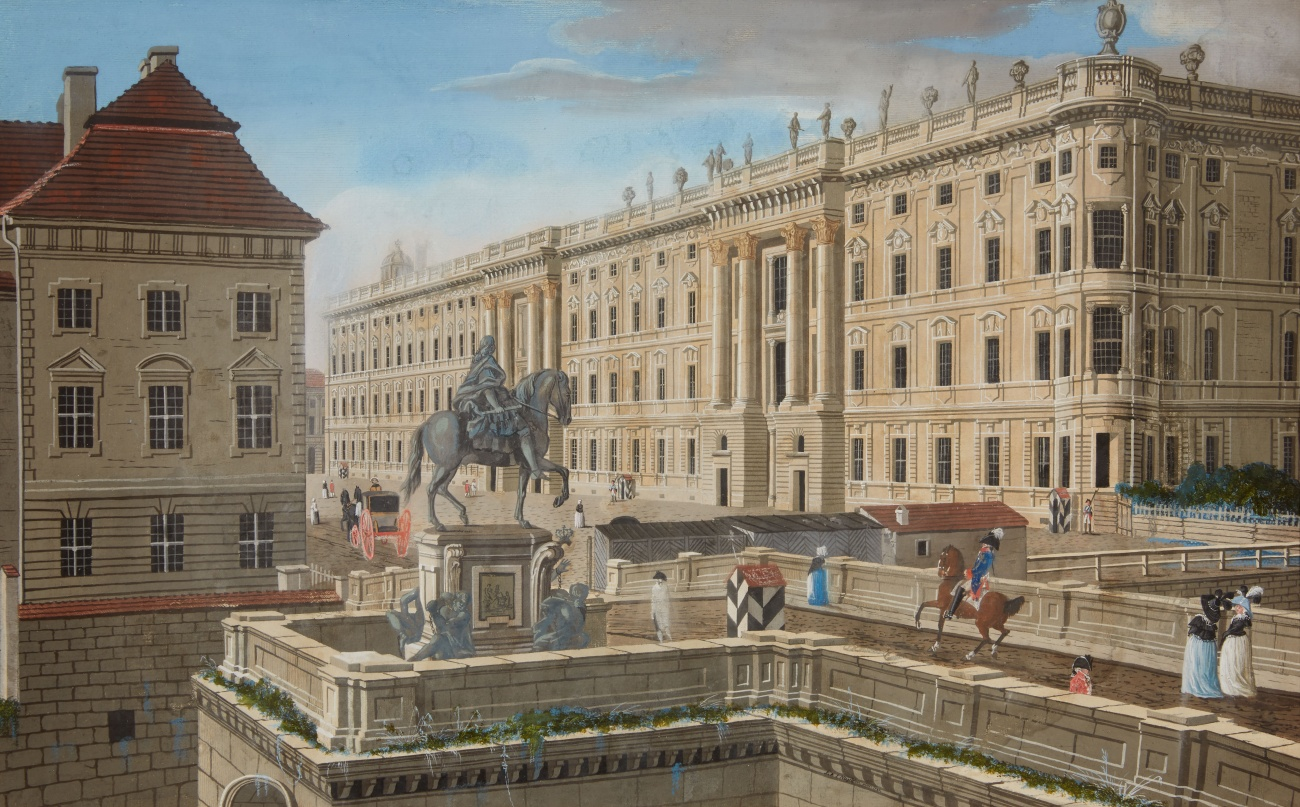
Berliner Schloss und Denkmal des Großen Kurfürsten
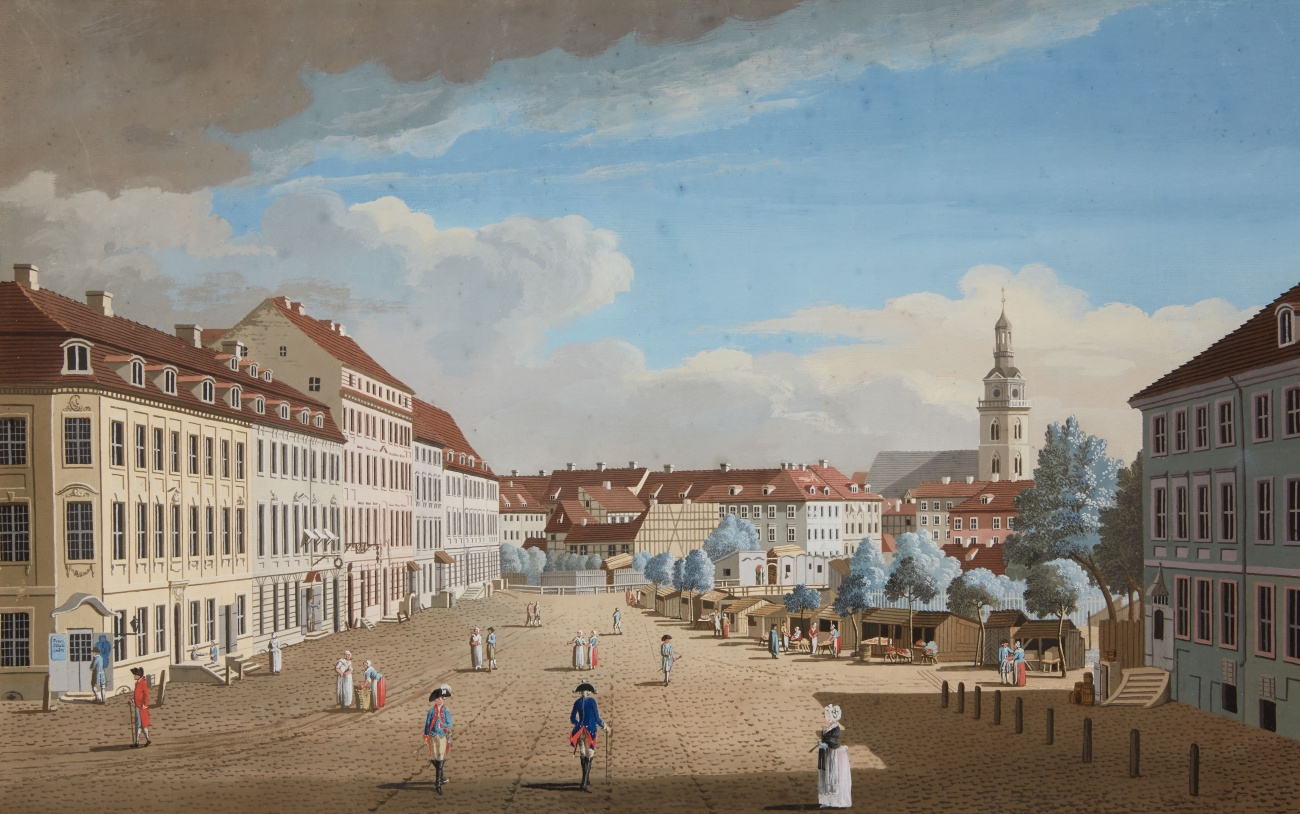
Hackescher Markt in Berlin